# Rick Carey
Richard John "Rick" Carey (født 13. marts 1963 i Mount Kisco, New York) er en amerikansk tidligere svømmer, og tredobbelt olympisk guldvinder. Han specialiserede sig i rygcrawl, hvor han opnåede alle sine store resultater.

## Svømmekarriere
Carey satte sin første amerikanske rekord i 1977, blot to år efter at han var begyndt at svømme i sin lokale klub, Badger Swim Club i Larchmont, New York. Han blev udtaget til at repræsentere USA ved OL 1980 i Moskva, men deltagelsen ikke til noget i forbindelse med den amerikansk/vestlige boykot af legene.
Året efter blev han som studerende på University of Texas amerikansk mester i både 100 og 200 meter rygcrawl, og ved VM i 1982 slog han sit navn fast på international scene, da han blev verdensmester på både 200 meter rygcrawl, og også var på det guldvindende amerikanske 4x100 meter medley-hold, mens det i 100 meter rygcrawl blev til sølv.
Efter at han havde vundet tre guldmedaljer ved de Panamerikanske Lege i 1983 og sat flere verdensrekorder i både 100 og 200 m rygcrawl, var Carey overvældende favorit ved OL 1984 i Los Angeles, ikke mindst efter den østeuropæiske boykot af disse lege. I 200 m rygcrawl vandt han sit indledende heat i ny olympisk rekordtid, og i finalen var han ligeledes overlegen og vandt med mere end halvandet sekund ned til franske Frédéric Delcourt på andenpladsen, mens canadiske Cam Henning blev nummer tre. Efter løbet var Carey skuffet over sin tid og surmulede på sejsskamlen til publikums store mishag. Han blev kritiseret så stærkt for sin reaktion, at han efterfølgende måtte give en offentlig undskyldning, hvilket kom efter finalen i 100 m. I denne disciplin, som han havde vundet sølv i ved VM i 1982, var hans overmand fra dette stævne, østtyskeren Dirk Richter, ikke med, så Carey var om mulig endnu større favorit her, og han vandt da også sikkert sit indledende heat samt finalen, hvor hans landsmand, Dave Wilson, fik sølv, mens canadiske Mike West fik bronze. Denne gang smilede Carey stort ved medaljeoverrækkelsen for at bøde på sin reaktion fra 200 meterceremonien. I 4×100 m medley svømmede Carey ikke indledende heat, hvor USA med en andenplads sikrede sig finaledeltagelsen. Her var Carey med og satte olympisk rekord i rygcrawl, hvilket satte USA klart i spidsen. Herefter kunne Steve Lundquist, Pablo Morales og Rowdy Gaines yderligere trække fra, så amerikanerne sejrede i ny verdensrekordtid på 3.39,30 minutter, næsten fire sekunder foran Canada på andenpladsen, mens Australien fik bronze.
Carey vandt også tre guldmedaljer ved Pan Pacific Games i 1985, men derpå indstillede han sin elitekarriere i svømning. Han satte i alt ni verdensrekorder gennem sin karriere, heraf fem individuelle. Han satte også 27 amerikanske rekorder og vandt syv amerikanske collegetitler, mens han gik på universitet. Han blev optaget i svømningens internationale Hall of Fame i 1993.

## Videre karriere
Carey gik på University of Texas og tog senere eksamener i matematik og datalogi på Iona College i New York. Han gik senere ind i finansverdenen, hvor han kom til at arbejde for blandt andet UBS og JPMorgan Chase i henholdsvis New York City og London.

## Største resultater
OL
- 1984:  Guld i 100 meter rygcrawl
- 1984:  Guld i 200 meter rygcrawl
- 1984:  Guld i 4x100 meter medley

VM
- 1982:  Guld i 200 meter rygcrawl
- 1982:  Guld i 4x100 meter medley
- 1982:  Sølv i 100 meter rygcrawl